# Ragnarok Tactics
Ragnarok Tactics (ラグナロク ～光と闇の皇女～ Ragnarok: Hikari to Yami no Kōjo?) es un videojuego de rol táctico para PlayStation Portable. Es un derivado de Ragnarok Online. El juego se lanzó en Norteamérica el 6 de noviembre de 2012, lo que lo convierte en uno de los últimos lanzamientos de la plataforma en la región. La recepción del juego fue mixta, y los críticos citaron que la jugabilidad y la presentación eran sólidas, pero no revolucionarias.

## Jugabilidad
El juego se considera un derivado del juego original de la serie, Ragnarok Online. Sin embargo, a diferencia de Ragnarok Online, que es un juego de rol multijugador masivo en línea, Ragnarok Tactics es un juego de rol táctico, que se juega de manera más similar a Final Fantasy Tactics. Sin embargo, los elementos del universo Ragnarok Online todavía están presentes, como configuraciones similares o el hecho de que agacharse o sentarse puede restaurar la salud del personaje.
El juego se juega en una cuadrícula, donde el jugador debe mover personajes estratégicamente para causar daño a la parte contraria, con el objetivo final de derrotar al lado contrario.
La personalización se enfatiza fuertemente en el juego; con los géneros de los personajes, las estadísticas, las habilidades y el equipo, todo se puede personalizar. Además, el jugador puede elegir unirse a tres facciones diferentes y tomar diferentes decisiones para tomar diferentes caminos a lo largo del juego, lo que lleva a cinco finales diferentes. El juego no requiere que los jugadores vuelvan a jugar el juego cinco veces para ver cada final, sino que el jugador puede optar por volver a los puntos cruciales del juego y elegir un camino diferente. Las misiones secundarias opcionales, en gran parte desconectadas de los personajes de la historia principal, también están disponibles para jugar en varios puntos del juego.

## Trama

### Ambientación
La historia del juego comienza con dos naciones, el Imperio Branshaldo y la República Aura, en guerra entre sí por la posesión de un área de tierra llamada Península de Grantria. Las naciones piden una tregua, pero las relaciones siguen siendo malas, con el temor de que la guerra vuelva a estallar constantemente. El jugador puede elegir de qué parte se pone del lado, determinando qué lado de la historia se cuenta y cuál de los cinco finales de la guerra se muestra.

### Personajes
El juego se juega a través de los ojos de un protagonista silencioso llamado Rito por defecto, aunque se le puede cambiar el nombre. El único diálogo del personaje surge cuando al jugador se le presentan tres opciones de diálogo sobre cómo responder a una pregunta, y las posibles respuestas generalmente se muestran como una respuesta positiva, negativa o indiferente. Los personajes que luchan junto a Rito varían según el camino que el jugador elija para él. El jugador puede elegir que Rito se alinee con el Imperio Branshaldo, la República Aura o ninguno. El jugador también puede elegir que se quede con un lado determinado durante todo el juego, o cambiar de lado a lo largo del juego, aunque la trama normalmente fluye más claramente si Rito se apega a un lado determinado.
Si el jugador se pone del lado de Branshaldo Empire, Rito luchará junto a Cynthia, una maga fría y temperamental que apoya ferozmente a su región natal. Su versión de la historia se enfoca más de cerca en las luchas de la princesa Adelaide, quien tiene la tarea de gobernar todo el imperio una vez que su padre fallece debido a una enfermedad, y Darius, el general que asesora a Adelaide y controla las tropas. Si el jugador se pone del lado de Aura Republic, Rito luchará junto a Yuri, un caballero extremadamente formal y devoto. Su versión de la historia se centra más en su padre adoptivo, que está a cargo de la República, y sus luchas con su hijo biológico, Veda, y su fuerte odio hacia el Imperio Branshaldo. Si el jugador no tiene a Rito del lado de ninguna de las partes, en su lugar viaja con su amigo Toren, un ex mercenario afable que detesta la guerra. Su historia se centra en limpiar los líos que surgen como consecuencia de la guerra, proteger el pueblo que alberga a su interés amoroso, Livia, y perseguir al misterioso personaje "Jester". Además, hay personajes menores adicionales que no están relacionados con la historia principal, que solo aparecen si el jugador elige jugar "Sub-Eventos" opcionales. La mayoría de los personajes que completan las listas de batalla reales son en realidad personajes genéricos, creados y personalizados por el jugador, pero que no tienen impacto en la historia del juego.

## Desarrollo
El juego se anunció por primera vez en abril de 2011 en una edición de Famitsu. En septiembre de 2011, GungHo lanzó una demostración que en realidad permitía a los jugadores jugar todo el juego, aunque solo a través de uno de los muchos caminos y puntos de vista del juego. En el E3 2012, Aksys Games anunció que lanzaría el juego en inglés en Norteamérica el 6 de noviembre de 2012.

## Recepción
El juego recibió una recepción limitada debido a su lanzamiento tan tarde en la vida útil de PlayStation Portable y recibió críticas mixtas. "GameZone" le dio al juego una puntuación de 8 sobre 10, elogiando el juego tanto por sus gráficos, afirmando que los encontraron "algunos de los mejores... en el sistema", como por la estructura de la historia del juego, pero criticando la falta de voces en off en los segmentos de la historia. La dificultad más fácil del juego también se reconoció aquí, pero el crítico consideró que "... la dificultad menos intensa hace que este juego en particular sea más agradable de lo que podría haber sido de otro modo... a veces eso es exactamente lo que necesita un juego cuando todavía quiere ser divertido". RPGamer le dio al juego una calificación intermedia, 2.5 de 5 reseñas, afirmando que "... el juego no sufre de problemas o quejas importantes, simplemente parece haber una falta general de inspiración o cualquier cosa para hacer que el juego se destaque. Sin embargo, Ragnarok Tactics es un asesino decente de tiempo que al menos debería ser capaz de satisfacer cualquier picazón de RPG táctico, aunque es poco probable que tenga un impacto en muchas listas de favoritos". PlayStation LifeStyle se hizo eco de estos sentimientos, elogió los gráficos, criticó la falta de actuación de voz y, en última instancia, concluyó que el juego "es un buen juego de rol táctico que nunca te sorprende, pero se mantiene sólido en todo momento".